# Communauté de communes du Plateau de Martainville
La Communauté de communes du Plateau de Martainville est une ancienne communauté de communes française, située dans le département de la Seine-Maritime et l'arrondissement de Rouen.

## Historique
La communauté de communes a été créée au 31 décembre 1994 par un arrêté préfectoral du 21 décembre 1994.
Le projet de schéma départemental de coopération intercommunale présenté par le préfet de Seine-Maritime le 2 octobre 2015 dans le cadre de l'approfondissement de la coopération intercommunale prévu par la Loi portant nouvelle organisation territoriale de la République (Loi NOTRe) du 7 août 2015 prévoit la fusion des « communautés de communes du Moulin d’Ecalles (13 719 habitants) et du Plateau de Martainville (9 426 habitants) ». Toutefois, la communauté de communes des Portes Nord-Ouest de Rouen propose une fusion des deux premières intercommunalités et d'elle-même.

## Territoire communautaire

### Composition
La communauté de communes regroupe les 13 communes suivantes :
| Nom                            | Code Insee | Gentilé              | Superficie (km2) | Population (dernière pop. légale) | Densité (hab./km2) |
| ------------------------------ | ---------- | -------------------- | ---------------- | --------------------------------- | ------------------ |
| Martainville-Épreville (siège) | 76412      | Martainvillais       | 7,61             | 713 (2014)                        | 94                 |
| Auzouville-sur-Ry              | 76046      | Auzouvillais         | 7,98             | 696 (2014)                        | 87                 |
| Bois-d'Ennebourg               | 76106      | Bois-d'Ennebourgeois | 7,04             | 551 (2014)                        | 78                 |
| Bois-l'Évêque                  | 76111      | Bois-Épiscopiens     | 7,21             | 521 (2014)                        | 72                 |
| Elbeuf-sur-Andelle             | 76230      | Elbeuviens           | 5,87             | 475 (2014)                        | 81                 |
| Fresne-le-Plan                 | 76285      | Fresnois             | 6,88             | 634 (2014)                        | 92                 |
| Grainville-sur-Ry              | 76316      | Grainvillais         | 5,38             | 439 (2014)                        | 82                 |
| La Vieux-Rue                   | 76740      | Vieux-Ruais          | 5,51             | 567 (2014)                        | 103                |
| Mesnil-Raoul                   | 76434      | Mesnil-Rollonais     | 6,76             | 939 (2014)                        | 139                |
| Préaux                         | 76509      | Préautais            | 18,95            | 1 782 (2014)                      | 94                 |
| Ry                             | 76548      | Ryais                | 5,71             | 745 (2014)                        | 130                |
| Saint-Denis-le-Thiboult        | 76573      | Dionyso-Thébaldiens  | 10,25            | 514 (2014)                        | 50                 |
| Servaville-Salmonville         | 76673      | Servavillais         | 7,85             | 1 096 (2014)                      | 140                |

## Organisation

### Siège
Le siège de l'intercommunalité est à Martainville-Épreville, 190 route du Château.

### Élus
La communauté de communes est administrée par son Conseil communautaire, composé, pour la mandature 2014-2020, de 26 conseillers municipaux représentant chacune des communes membres, plus un élu suppléant.

### Liste des présidents
| Période | Période                        | Identité           | Étiquette | Qualité                                                                |
| ------- | ------------------------------ | ------------------ | --------- | ---------------------------------------------------------------------- |
| 1994    | En cours (au 17 novembre 2015) | Robert Charbonnier |           | Maire-adjoint de Martainville-Épreville Réélu pour le mandat 2014-2020 |

### Compétences
L'intercommunalité exerce les compétences qui lui sont transférées par les communes membres, dans le cadre des dispositions du code général des collectivités territoriales. Celles-ci sont :
- Hydraulique
- Assainissement non collectif
- Collecte des déchets des ménages et déchets assimilés
- Traitement des déchets des ménages et déchets assimilés
- Autres actions environnementales
- Activités sociales
- Création, aménagement, entretien et gestion de zone d'activités industrielle, commerciale, tertiaire, artisanale ou touristique
- Activités culturelles ou socioculturelles
- Activités sportives
- Schéma de secteur
- Création et réalisation de zone d'aménagement concertée (ZAC)
- Études et programmation
- Création, aménagement, entretien de la voirie
- Tourisme
- Préfiguration et fonctionnement des Pays
- Gestion de personnel (policiers-municipaux et garde-champêtre...)
- Infrastructure de télécommunication (téléphonie mobile...)
- NTIC (Internet, câble...)

### Régime fiscal et budget
L'intercommunalité est financée par une fiscalité additionnelle aux impôts locaux des communes, avec FPZ (fiscalité professionnelle de zone) et sans FPE (fiscalité professionnelle sur les éoliennes).